# Ross Hook
Ross Sydney Hook (* 19. Februar 1917; † 26. Juni 1996 in Blandford Forum) war ein britischer anglikanischer Geistlicher. Von 1972 bis 1980 war er Bischof der Diözese Bradford in der Church of England.

## Leben und Karriere
Seine erste Ausbildung erhielt Hook in der Bluecoat School in Horsham und später im Peterhouse in Cambridge. Im Jahr 1942 wurde er zum Priester geweiht.
Nach dem Zweiten Weltkrieg kam Hook zur Kriegsreserve und wurde später Kaplan von Ridley Hall. Bis zum Jahr 1965 betreute Hook mehrere Gemeinden und wurde schließlich als Bishop of Grantham Suffraganbischof in der Diözese Lincoln.
Im Jahr 1972 kam er als Bischof nach Bradford und verblieb dort bis zur Emeritierung 1980. Von 1975 bis 1980 war er zudem als geistlicher Lord Mitglied des House of Lords. Nach seiner Emeritierung wirkte er noch bis 1984 als Chief of Staff für Erzbischof Robert Runcie im Lambeth Palace.
Ross Hook war mit Ruth Biddell verheiratet. Gemeinsam hatten sie eine Tochter und einen Sohn.